# しおり伝説〜スター誕生〜
『しおり伝説〜スター誕生〜』（しおりでんせつ スターたんじょう）は、1999年2月1日から 3月29日まで、TBS系列の昼ドラマ放送枠、『ドラマ30』にて放送されていたテレビドラマである。中部日本放送（CBC）とC.A.Lの共同制作。

## あらすじ
酒屋の娘である大原詩織は子供の頃から歌うことが大好きだった。そんな詩織は友達に誘われて、友達と一緒に歌手のオーディションを受けることになった。そこで、詩織は音楽プロデューサー鳥居の目に止まり、歌手のトレーニングを受けるようになり、プロデビューへの道を歩むことになる。しかし、そんな詩織には複雑な出生の秘密があった…。

## 登場人物
- 大原康子：相本久美子
- 大原保：青柳文太郎
- 大原詩織：前田亜季
- 大原利男：小鹿番
- 大原綾：三田登喜子
- 大原昌・ナレーション：三宅弘城
- 鳥居直哉：川崎麻世
- 渡辺美奈代
- 松本あまり
- 五十嵐めぐみ
- 滝田裕介
- 速水亮
- 坂本直季

## スタッフ
- 脚本：塩田千種
- 演出：柴田敏行、岩寺秀廣
- 音楽：長谷川雅大
- 選曲：合田豊
- 技術協力：ビデオフォーカス
- 美術協力：KHKアート
- スタジオ：TMC-1
- プロデューサー：加藤教夫、田嶋耕基、冨永晃一
- 制作協力：国際放映
- 製作：中部日本放送、C.A.L

## 主題歌・挿入歌
- 主題歌：長山洋子「傘（アンブレラ）」（作詞・小田めぐみ、作曲・樋口義高）
- 挿入歌：大原しおり「ごめんね」

## その他
- このドラマの挿入歌であり、ドラマの劇中でリリースされた大原しおりのシングルCD「ごめんね」は、後に前田亜季名義で実際にリリースされた。
- 1999年2月15日の放送において、誤って当日に放送される予定のものとは別の回が放送され、冒頭のシーンが繰り返し何度も流れたほか、画面が巻き戻るなどの放送事故となった。原因は、間違いに気付いた送出担当者が取り繕おうとした結果、却って不体裁な放送となったことによるものであった。
翌2月16日に前日放送予定分を放送したものの、災害・緊急ニュースが放送された場合などに適用される振替放送日時の確保が出来なかったことから、放送日を1日ずつずらす格好で全話が放送された。そのため、当初3月26日に放送予定だった最終話は、翌週月曜日の3月29日に放送された。これに伴い、後番組の『直子センセの診察日記』は、当初の予定より1回分短縮して放送されることとなった。
- この作品が『ドラマ30』CBC枠における東京製作の最終作となった。

| MBS・CBC 平日13時台後半（ドラマ30枠）       | MBS・CBC 平日13時台後半（ドラマ30枠）               | MBS・CBC 平日13時台後半（ドラマ30枠）            |
| 前番組                                      | 番組名                                              | 次番組                                           |
| ------------------------------------------- | --------------------------------------------------- | ------------------------------------------------ |
| 命賭けて （1998年11月30日 - 1999年1月29日） | しおり伝説〜スター誕生〜 （1999年2月1日 - 3月29日） | 直子センセの診察日記 （1999年3月30日 - 5月28日） |